# Rasmus Jönsson
Rasmus Jönsson (Viken, 27 januari 1990) is een Zweeds profvoetballer die doorgaans speelt als spits. In 2014 verruilde hij VfL Wolfsburg voor Aalborg BK.

## Clubcarrière

### Helsingborgs IF
Rasmus speelde in zijn tienerjaren bij Helsingborgs IF. Hij werd al ontdekt door scouts van Helsingborgs toen hij bij Viken IK voetbalde. Hierdoor kwam Rasmus in de jeugdopleiding van Helsingborgs IF. Jönsson mocht in 2008 debuteren in het eerste elftal in de Allsvenskan. Ex-voetballer Henrik Larsson beschouwt hem als zijn opvolger. In 2008 kwam Jönsson tot vier doelpunten in achttien wedstrijden. In 2009 en 2010 kwam hij gezamenlijk tot veertien doelpunten,

## Interlandcarrière
Jönsson debuteerde voor het Zweeds voetbalelftal op 19 januari 2011 in de gewonnen uitwedstrijd tegen Botswana (1-2) in Kaapstad, net als Pär Hansson (Helsingborgs IF), Niklas Backman (AIK Solna), Pierre Bengtsson (FC København), Jiloan Hamad (Malmö FF) en Nordin Gerzić (Örebro SK).

## Statistieken
| Seizoen                     | Club            | Land      | Competitie    | Wed. | Goals |
| --------------------------- | --------------- | --------- | ------------- | ---- | ----- |
| 2008                        | Helsingborgs IF | Zweden    | Allsvenskan   | 18   | 4     |
| 2009                        | Helsingborgs IF | Zweden    | Allsvenskan   | 26   | 8     |
| 2010                        | Helsingborgs IF | Zweden    | Allsvenskan   | 30   | 6     |
| 2011                        | Helsingborgs IF | Zweden    | Allsvenskan   | 23   | 9     |
| 2011/12                     | VfL Wolfsburg   | Duitsland | Bundesliga    | 11   | 0     |
| 2012/13                     | VfL Wolfsburg   | Duitsland | Bundesliga    | 6    | 0     |
| 2012/13                     | → FSV Frankfurt | Duitsland | 2. Bundesliga | 6    | 1     |
| Totaal                      | Totaal          | Totaal    | Totaal        | 120  | 28    |
| Bijgewerkt tot 20 juni 2013 |                 |           |               |      |       |

## Erelijst
| Nationaal             |    |      |
| Winnaar Zweedse beker | 1x | 2010 |